# TT49
La tombe thébaine TT 49 est située à El-Khokha, dans la nécropole thébaine, sur la rive ouest du Nil, face à Louxor en Égypte.
C'est la sépulture de Néferhotep, chef des scribes d'Amon et superviseur de bétail d'Amon. Il est le fils de Neby, serviteur d'Amon et de la dame Iouy. Sa femme, chanteuse d'Amon, se nomme Mérytrê.

## Description
La tombe de Néferhotep date de l'époque des derniers pharaons de la XVIIIe dynastie, Toutânkhamon, Aÿ et Horemheb.
Elle est située dans une cour qui contient également les entrées des tombes de Pakhihet (TT187), Pa-anemouaset (TT362), Paraemheb (TT363), lesquelles datent toutes de la fin de la XIXe dynastie.
Dans la cour, deux stèles marquent l'entrée du tombeau. L'entrée donne sur un hall qui, via une porte, donne dans une salle hypostyle qui contient quatre piliers. À l'arrière de la salle hypostyle une niche contient les statues assises de Néferhotep et de sa femme Iouy.
La structure des salles inférieures de la tombe a été conçue sur un axe Est/Ouest, ce qui évoque la résurrection du défunt et le voyage quotidien du soleil.
Des peintures montrent le plan du complexe de Karnak tel qu'il existait il y a deux mille ans, ainsi que des scènes représentant les détails de la vie quotidienne.

## Découverte et restauration
La tombe de Néferhotep a été découverte par des voyageurs européens à la fin du XVIIIe siècle. En raison de son utilisation à l’époque comme résidence, elle a été détériorée, nécessitant des travaux de restauration menés par l’archéologue Violeta Pereyra, cheffe de la mission archéologique de l’université de Buenos Aires et du Musée national de Rio de Janeiro au Brésil, qui travaille dans la tombe depuis 2000, en coopération avec le Conseil suprême des Antiquités égyptiennes.
Après vingt-quatre ans de restauration, la tombe de Néferhotep, est de nouveau ouverte au public le 11 février 2024.